# مرکز هشدار سونامی اقیانوس آرام

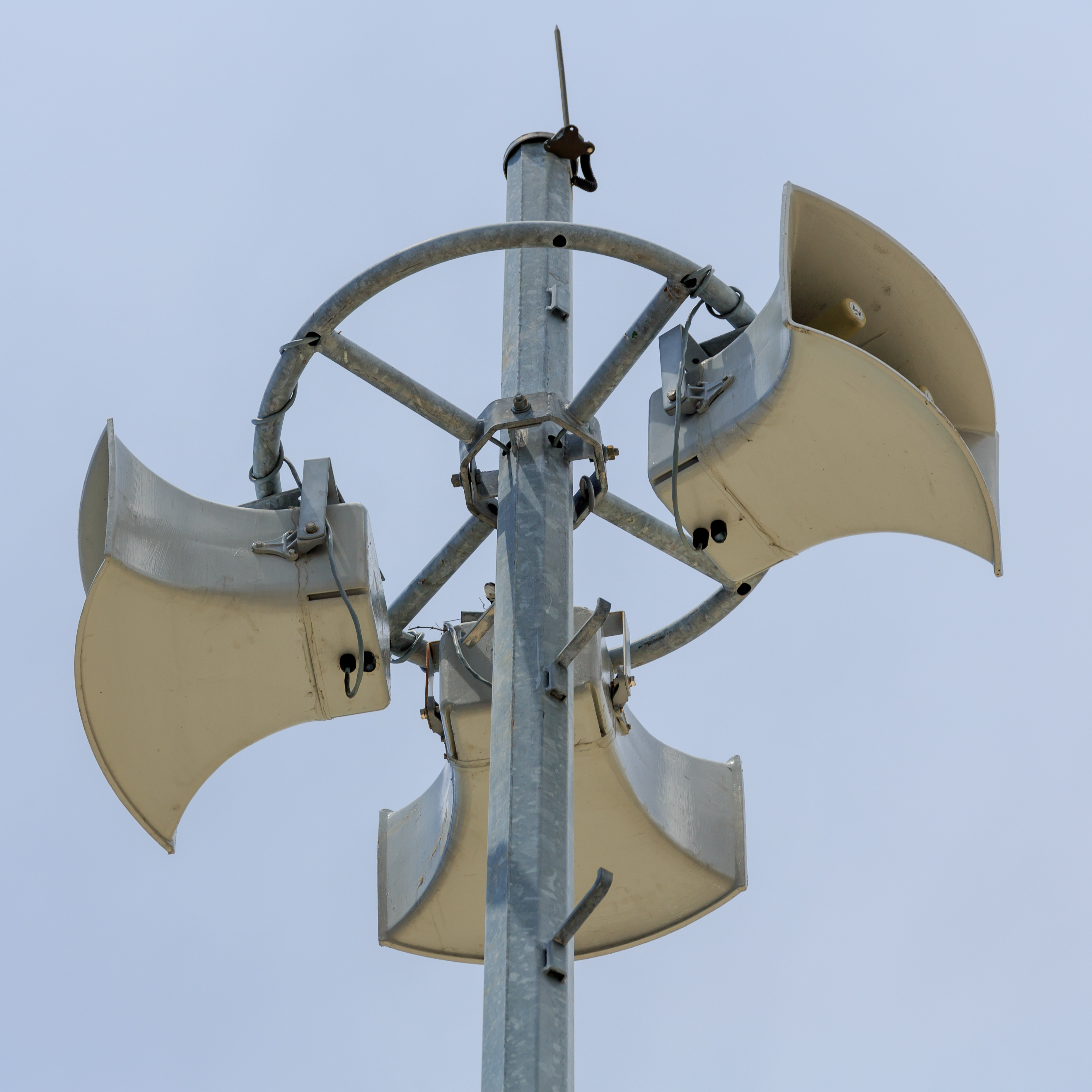
در برخی مناطق از آژیرهای سونامی برای کمک در زمینه هشدار به مردم استفاده می‌شود.

مرکز هشدار سونامی اقیانوس آرام (انگلیسی: Pacific Tsunami Warning Center) که به اختصار PTWC نیز نامیده می‌شود، در جزیره فورد، هاوایی قرار دارد و یکی از دو مرکز هشدار سونامی در ایالات متحده آمریکا است که مناطق هاوایی، گوآم، ساموآی آمریکا و جزایر ماریانای شمالی در اقیانوس آرام و همچنین پورتوریکو، جزایر ویرجین ایالات متحده آمریکا و جزایر ویرجین بریتانیا در دریای کارائیب را پوشش می‌دهد. دیگر بخش‌های ایالات متحده آمریکا تحت پوشش مرکز ملی هشدار سونامی هستند.
مرکز هشدار سونامی اقیانوس آرام، مرکز عملیاتی سامانه هشدار سونامی اقیانوس آرام نیز به‌شمار می‌رود و از سال ۱۹۶۵ تا ۲۰۱۴ برای ده‌ها کشور هشدار سونامی صادر کرد. در اکتبر ۲۰۱۴، اختیار صدور هشدار سونامی به کشورهای عضو تفویض شد. در نتیجه، این مرکز در حال حاضر برای خطوط ساحلی غیر ایالات متحده (به استثنای جزایر ویرجین بریتانیا)، به جای هشدارهای رسمی، توصیه صادر می‌کند.
مرکز هشدار سونامی اقیانوس آرام (PTWC) از داده‌های لرزه‌ای به عنوان نقطه شروع استفاده می‌کند، اما پس از محاسبه تهدیدات احتمالی، داده‌های اقیانوس‌نگاری را نیز در نظر می‌گیرد. گیج‌های جزر و مدی در منطقه زمین‌لرزه بررسی می‌شوند تا مشخص شود آیا سونامی تشکیل شده‌است یا خیر. سپس این مرکز آینده و احتمال سونامی را پیش‌بینی می‌کند.